# 久保田修 (作曲家)
久保田 修（くぼた おさむ、1965年6月6日 - ）は、日本の作曲家、ピアニスト。神奈川県平塚市出身。神奈川県立湘南高等学校、東京大学文学部卒業。

## 略歴
大学在学中にフランス、韓国へ留学し、イギリスや香港でも音楽活動の実績がある国際派。英語・フランス語・朝鮮語・北京語等の8か国語を操るマルチリンガルである。
4歳の頃からクラシックピアノを学んでおり、東京大学在学中の1989年に、21世紀楽団のキーボーディストとして日本コロムビアよりメジャーデビューしたという、異色の経歴を持つ。
東京大学卒業後はフランス・イギリス・ポーランド・韓国・中国・インドネシア等での活動を行い、映像音楽専門の作曲家として活動している。テレビ番組、CM等の音楽を多数手がけ、鳥越あや、奥山佳恵、広末涼子などへの楽曲提供も行っている他、ここ数年は韓国・中国への楽曲提供も頻繁である。
2000年にTaQの紹介でコナミの音楽ゲーム『beatmania IIDX 3rd Style』に「Presto」を提供してからはゲーム音楽の作曲家としても知られるようになる。
2003年に韓国SkyMusic/EMI/ からCIONという名義でソロアルバムEtudeを発売（韓国ドラマ「夏の香り」に提供楽曲含む）
また2010年に自前のバンド「Celia」を結成しバンド活動を開始。ゲーム関連のイベントでの演奏活動を行っている他、同社の音楽ゲーム『pop'n music』の19作目にバンド名義による初の楽曲提供を行った。
現在でもピアニストとして活動するほか、個性的テイストをもつ作曲家として、オーケストレーションを多分に取り入れて作曲活動をしている。

## 作品リスト

### アルバム
- 『Snow in Saigon』（2003年）
  - Neige a Saigon
  - Libra Negra
  - Larmes Do La Lune
  - Piosenka
  - Mes Petites Inventions
  - Consolation
  - Je t'embrasse
  - Patrick's Wings
  - Liberation
  - Dernier Sourir

### テレビ番組等
非常に多数の作品があるため、代表的なもののみをリストアップする。
- 「ドキュメント“米・1986”」BGM（TBS、1986年）
- 「アンニョンハシムニカ・ハングル講座」BGM（NHK教育テレビ・ラジオ第2放送、1991年）
- サントリー「モルツ」CM（1992年）
- 関西電力イメージソング、社歌（1994年）
- テレビドラマ「フェイス」BGM（フジテレビ、1997年）
- 映画「Rainbow」BGM（ポニーキャニオン、1999年）
- 「心のスケッチ」BGM（TBS、2000年）
- 映画「見知らぬ女からの手紙」（中国、2004年）
- ダイヤモンドカップゴルフ中継テーマ曲「Over Drive」（関西テレビ、2005年〜）

### ゲーム音楽
- BEMANIシリーズ
  - beatmania IIDX 
    - Presto
    - Vienna
    - Sanctus
    - Estella
    - 1989
    - still my words - TaQ作曲、ピアノ奏者として参加
    - Five Regrets
    - Doigts de Fatima（ファティマの掌） - 歌はおおたか静流
    - foreplay
    - Red Nikita
    - Golden Horn
    - scherzo
    - 惑 -perplexity-
    - mind the gap
    - 2hot2eat
    - avant-guerre

  - KEYBOARDMANIA
    - Carezza

  - pop'n music 
    - Magical4　- アコーディオン奏者として演奏に参加。
    - L'eternita - Celia名義　作曲・ピアノ担当。ヴォーカル：阿部彩乃

  - V-RARE SOUNDTRACK
    - もうひとつの蠍火 ～象牙と羊腸と肉声のための変奏曲（virkato作曲、ピアノ協奏曲第1番 "蠍火"のリミックス）

  - dj TAKA1st album｢milestone｣(Disk2)
    - 嘆きの樹 Arbre triste -a la viennoise
    - Le Swing / Osamu Kubota
- Zektbach The Epic of Zektbach Ristaccia
  - Suite symphonique "Ristaccia" (The Epic of Zektbachより、序章～四章を再構成)
    - Ristaccia
    - シャムシールの舞
    - ZETA 〜素数の世界と超越者〜
    - Blind Justice 〜Torn souls, Hurt Faiths〜
    - Apocalypse 〜dirge of swans〜
- wac 1stアルバム『音楽』
  - ピアノ協奏曲第1番 "蠍火" - 同名曲のLONG版。wac自身の編曲に寄るLONG版に基づく再編曲版で、ピアノ演奏も担当。
  - 音楽 - popn music収録の同名曲のLONG版。オーケストラ編曲及びピアノ演奏を担当。
- ノスタルジア
  - Scandal
  - Note D'azur
  - The Pinnacle
- 他ゲーム
  - グラナド・エスパダ
  - チュウニズム
    - L'épisode
- 『Scarlet Moon Christmas, Vol. VI』（2021年11月）[1]
  - ゲーム系コンポーザーによるクリスマスアルバム。「Le Cantïque (O Holy Night)」が収録されている。

### OVA
- switch

### 書籍等
- Music Creator - 連載記事執筆
- Music Press - 連載記事執筆
- 楽譜集『fingerstrokes』（2002年5月25日）
  - Presto
  - Vienna
  - Carezza
- 楽譜集『fingerstrokes volumeⅡ』（2010年12月30日）
  - Avant-guerre, Scherzo (Konami Beatmania IIDX)
  - Die Fuge (Granado Espada - Sword Of The New World)
  - Consolation, Larmes de la Lune (Snow in Saigon)